# Torquato Tasso
Torquato Tasso (Sorrento, Campània, prop de Nàpols, 11 de març de 1544 - Roma, 25 d'abril de 1595) va ser un poeta italià de l'època de la Contrareforma. És conegut sobretot pel seu extens poema èpic Jerusalem alliberada, ambientat a l'assetjament de Jerusalem durant la Primera Croada, així com per la bogeria que va patir durant els seus últims anys de vida.

## Biografia
Procedia d'una noble família originària de Bèrgam. Son pare era el poeta cortesà Bernardo Tasso, que va estar al servei del príncep de Salern, i sa mare, Porzia dei Rossi. Va passar els primers anys de vida a Nàpols, on es va educar amb els jesuïtes. Als deu anys, el 1554, va seguir son pare a Roma. La mare de Tasso, que havia romàs a Nàpols, va morir dos anys després, al febrer de 1556. Al setembre d'aquest mateix any, Bernardo Tasso va passar al servei de Guidobaldo II, Duc d'Urbino, i va enviar el seu fill a Bèrgam. Al cap de pocs mesos, el futur poeta es va reunir amb son pare a Urbino, i després es va traslladar a Pesaro, on va completar la seua educació, sent company d'estudis del fill del Duc.
A principis de 1559, es va reunir amb son pare a Venècia. L'any 1560 es va instal·lar a Pàdua, on va estudiar filosofia i retòrica i va escriure la seua obra Rinaldo (1562), poema cavalleresc en vuitenes. D'aquesta època data també el primer esborrany del seu poema Jerusalem alliberada. Més endavant, va continuar els seus estudis a Bolonya, però va ser expulsat de la ciutat a causa de certs poemes satírics. Va tornar a Pàdua, on va continuar estudiant, i on va formar part de la informal Academia dei Eterei (Acadèmia dels Eteris), amb el sobrenom de Pentito (Penedit).
Durant la seua estada a Pàdua va compondre els seus primers poemes lírics, dirigits primer a la seua estimada Lucrezia Bendiddio, i després a la mantuana Laura Peperara. Després de finalitzar els seus estudis, l'any 1565, va entrar a Ferrara al servei del cardenal Lluís d'Este, germà d'Alfons II, duc de Ferrara. Al setembre de 1569 va morir son pare. L'any 1571 Tasso va realitzar un breu viatge a França, acompanyant el cardenal. La seua estada no va ser agradable (sembla que es va produir un petit incident amb el rei Carles IX, a qui Tasso va criticar inoportunament la seua tolerància vers els hugonots), i va tornar a Itàlia tan aviat li va ser possible. Segons esmenta en el seu diàleg Cattaneo, durant la seua breu estada a França va conèixer al poeta Ronsard.

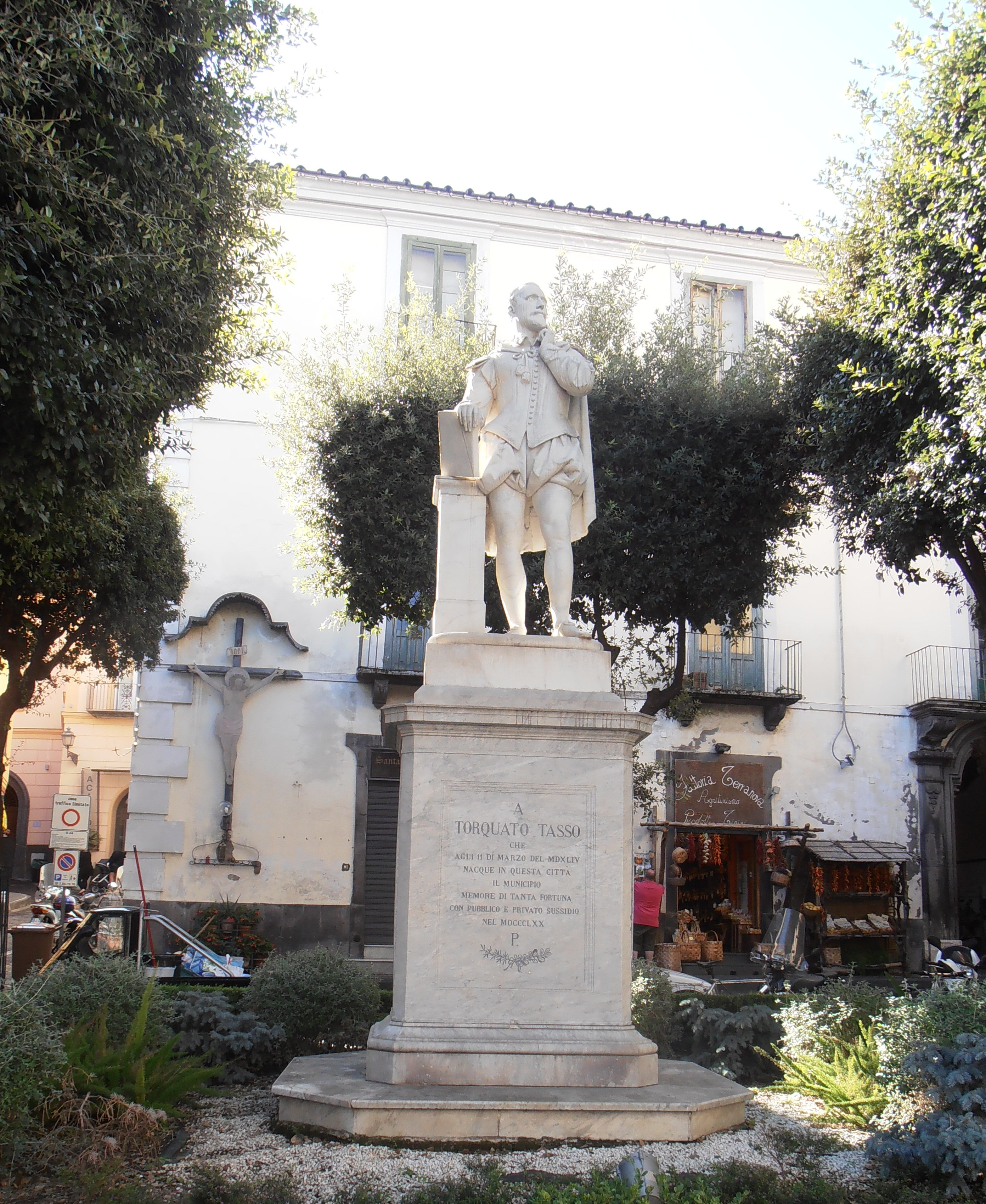
Monument al poeta sorrenti Torquato Tasso en una plaça de la seva vila nadiua

Després de breus estades a Roma i a Pesaro, Tasso va tornar a Ferrara, i va passar, el 1572, al servei del duc, Alfons II, amb el títol de "gentilhome" (gentiluomo), i, a partir del 1576, amb el càrrec d'historiador de la cort. L'any 1573, en la cort de Ferrara, va fer representar la seua faula pastoral Amintes, que va tenir un gran èxit. Va acabar el seu poema Jerusalem Alliberada, en el qual portava treballant uns quinze anys, a l'abril de 1575, però no el va fer imprimir, limitant-se a llegir-lo públicament en la cort. Preocupat per la seua obra, sobre la qual tenia dubtes tant literaris com religiosos, va confiar la seua revisió a teòlegs, filòsofs i preceptistes literaris. Els revisors van ser molt crítics amb l'obra, la qual cosa va contribuir bastant a la inestabilitat psíquica del poeta. Mentre el poema estava sent revisat, algú, sense saber-ho l'autor, el va fer imprimir (l'any 1580).
L'any 1576 Tasso va ser agredit per dos cortesans de Ferrara, gelosos del seu èxit. En aquesta època, coincidint amb la interminable revisió de la Jerusalem alliberada, el poeta va començar a mostrar els primers símptomes d'una malaltia psíquica que potser era esquizofrènia, i que el feia caure en estats de profunda postració, de malenconia sobtada, d'irrefrenable ira i de mania persecutòria. També van anar augmentant els seus escrúpols religiosos. L'any 1575, a petició pròpia, s'havia fet examinar per l'inquisidor de Bolonya, i el 1577 pel de Ferrara. Tot i ser absolt per ambdós, va continuar turmentant-se. Descontent de tot, va fugir de la cort de Ferrara, disfressat de llaurador, i es va refugiar a Sorrento, a casa de la seua germana, on va romandre alguns mesos. Després d'un breu retorn a Ferrara, va traslladar-se a Torí.
De nou a Ferrara, va ser readmès en la cort del duc. El seu desequilibri es va aguditzar, arribant a atacar a un criat amb un ganivet. El duc Alfons, contra el que havia pronunciat públiques invectives, el va fer recloure en l'Hospital de Santa Anna (1579-86). El duc tenia por que l'obsessió religiosa de Tasso, que havia arribat a acusar-se a si mateix d'heretgia, acabara sent perjudicial per a la Casa d'Este. A l'hospital va rebre la visita del famós autor francès Michel de Montaigne, qui esmenta aquesta visita en els seus Assajos.
L'any 1586, Vicenç I Gonzaga va traslladar el poeta a Màntua, on aquest va poder treballar a la seua obra amb certa tranquil·litat, tot i que va tenir una recaiguda. A l'octubre del 1587 Tasso se'n va anar a Mòdena, després a Bolonya, i, el 1588, va ser hoste dels monjos de Monte Oliveto, a Nàpols, on va escriure el primer llibre d'un poema que quedaria inconclús, el Monte Oliveto, sobre l'origen d'aquella congregació.
En els seus últims anys els seus escrúpols religiosos el van portar a realitzar una revisió integral del poema, al qual va donar un nou títol: Jerusalem Conquerida (Gerusalemme Conquistata, publicat l'any 1593). Va passar els seus últims dies en Roma, al monestir de Sant Onofre, al Janícul, on havia acudit cridat pel cardenal Aldobrandini, i on va morir el 25 d'abril de 1595, poc abans de la data prevista per a la seua coronació com a poeta pel papa Climent VIII. Va ser sepultat en l'esmentat monestir de Sant Onofre.

### Llegenda
La tempestuosa vida de Tasso va cridar l'atenció de nombrosos escriptors i artistes. Ja en 1755, el venecià Carlo Goldoni va compondre sobre ell una tragèdia en cinc actes. L'any 1790 l'alemany Johann Wolfgang von Goethe va escriure una obra teatral en cinc actes, Torquato Tasso, sobre la bogeria dels últims anys del poeta. El poeta anglès Lord Byron va publicar l'any 1817 el poema The lament of Tasso.
L'any 1833, Gaetano Donizetti va compondre una òpera titulada també Torquato Tasso, amb llibret de Jacopo Ferretti (1784-1852).

## Obres

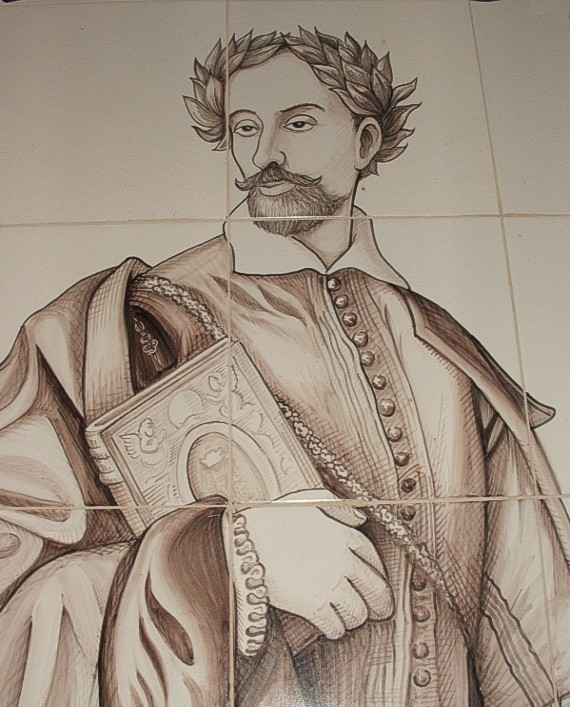
Retrat de Tasso sobre taulellets de ceràmica a Sorrento

### Jerusalem alliberada
La Jerusalem alliberada és l'obra més famosa de Torquato Tasso. Es tracta d'un poema èpic en vuitenes reials, estructurades en 20 cants. Tracta el tema de l'assetjament de Jerusalem durant la Primera Croada. El tema -la defensa de la fe cristiana- està d'acord amb les preocupacions de la Contrareforma, i manifesta el desig d'unió de la Cristiandat davant l'amenaça que representa l'Imperi Otomà.

### Rinaldo
El Rinaldo pot considerar-se un antecedent de la Jerusalem alliberada. És un poema èpic en dotze cants escrit l'any 1562, quan el poeta tenia només 18 anys. Narra les aventures de Rinaldo i el seu amor per la princesa Clarice. En el poema ja es troben elements que reapareixeran en la Jerusalem alliberada (aventures, duels, amors, encantaments, somnis, etc.), però sense una intencionalitat religiosa tan marcada.

### Amintes
Amintes (Aminta) és un drama pastoral, en cinc actes, escrit en hendecasíl·labs i heptasíl·labs alternats. Es va estrenar en la Cort de Ferrara el 13 de juliol de 1573, amb un immens èxit. Narra l'amor del pastor Amintes per la nimfa Sílvia, que no li correspon per ser devota de la deessa Diana. Creient la seua estimada morta per un llop, Amintes intenta suïcidar-se llançant-se des d'una roca. Sílvia, penedida, cerca a Amintes, a què creu mort, i descobreix que s'ha salvat. L'obra acaba amb els dos amants l'un en braços de l'altre. L'obra es desenvolupa en l'ambient idíl·lic propi del gènere pastoral, amb una marcada influència d'autors grecs com Teòcrit; llatins (Virgili); i italians (Sannazaro, Poliziano o Ariosto). Sobre aquest drama, el 1905 va escriure una òpera el compositor argentí Alfredo Saybene, i també el jesuïta italià Erasmo Marotta.

### Rimes
Tasso va treballar durant tota la seua vida en les Rimes, en variats metres: sonets, cançons en vuitenes, madrigals, etc. Els temes són també diversos: alguns més sincers, com l'amor, l'homenatge a la bellesa de la dona o els elogis dedicats als amics, junt amb altres que podem considerar de circumstàncies, compostos amb motiu de festes. La temàtica religiosa també hi està molt present.
El poeta va escriure nombrosos madrigals, alguns dels quals van ser musicats per cèlebres compositors de l'època, com ara Claudio Monteverdi.

### Diàlegs
Tasso va escriure un total de 23 diàlegs, la majoria durant la seua estada a l'Hospital de Santa Anna (1579-86), encara en un d'ells se'n dubta de l'autenticitat.

### Epistolari
Comprèn al voltant de 1700 cartes, des de 1564 fins dates pròximes a la seua mort.

### Obres menors
- Les set jornades de la Creació (Le sette giornate del Mondo Creato) és un breu poema religiós, escrit en els seus últims anys, que es narra, amb nombroses digressions d'ordre doctrinal i teològic, la creació del món.

- Els Discursos sobre el poema heroic (Discorsi del poema eroico, 1567 – 1570) i els Discursos sobre l'art poètica (Discorsi dell'arte poetica, 1594) contenen les seues opinions sobre la creació literària.

- Torrismondo, tragèdia en cinc actes.

## Biografies de Tasso
El literat Serassi (1721-1791), va escriure una biografia sobre T. Tasso.